# Gejza II
Gejza II z rodu Arpadów (ur. ok. 1130, zm. 1161 lub 31 maja 1162) – król węgierski i chorwacki od 1141, prowadził walki z Czechami, księstwem halickim (łac. rex Galiciae et Lodomeriae) i Bizancjum.

## Życiorys
Był synem króla Beli II Ślepego i serbskiej księżniczki Heleny. Przyczynił się m.in. do osiedlenia na Węgrzech kolonistów z Saksonii Podobnie było na dzisiejszych ziemiach polskich i słowackich, m.in. na Spiszu i Sądecczyźnie, gdzie w celu zwiększenia tempa kolonizacji, królowie Gejza II oraz Andrzej II zaczęli sprowadzać osadników, głównie z Saksonii. Król rozwijał przemysł górniczy i hutniczy, wydobywane było m.in. złoto, powstały tzw. miasta bańskie. W 1150, jak podaje Litopis hipacki, król węgierski Gejza II "przeszedł góry i wziął gród Sanok ...". W roku 1158 obdarzył dotacjami kościół w Tropiu pw. św. Emmerama.
W 1146 roku poślubił Eufrozynę, córkę księcia ruskiego Mścisława I Haralda. Z tego małżeństwa pochodzili:
- Stefan III (1147-1172)
- Bela III (1148-1196)
- Gejza
- Helena Węgierska (Ilona) (zm. 1199), żona Leopolda V, księcia Austrii

| 4. Almos                     |  |                  |  |  |             |
|                              |  | 2. Bela II Ślepy |  |  |             |
| 5. Przedsława Światopełkówna |  |                  |  |  |             |
|                              |  |                  |  |  | 1. Gejza II |
| 6. Urosz I                   |  |                  |  |  |             |
|                              |  | 3. Helena        |  |  |             |
| 7. NN                        |  |                  |  |  |             |
|                              |  |                  |  |  |             |